# Parti de libération kanak
Le Parti de libération kanak ou Palika est un parti politique de Nouvelle-Calédonie fondé en 1975 militant pour l'indépendance de ce territoire en étant une composante du Front de libération nationale kanak et socialiste (FLNKS) et de l'Union nationale pour l'indépendance.

## Histoire

### Formation et le front indépendantiste
En juillet 1975, le Palika est créé par la fusion de deux groupes d'extrême-gauche et d'indépendantistes radicaux fondés au lendemain de mai 1968, les Foulards rouges (le foulard rouge serait une référence au foulard rouge donné par Louise Michel aux insurgés de 1878) de Nidoïsh Naisseline (Atsai d'Ouvéa, Ciciquadry de Lifou, Wayagi de Maré), et le Groupe 1878 d'Élie Poigoune, Gabriel Moentéapo, Edmond Koataiba, Déwé Gorodey et Sylvain Néa. Son congrès fondateur a lieu en mai 1976 à la tribu d'Amoa, à Poindimié. 
C'est alors l'une des premières formations politiques créées dans un but officiel de revendication d'indépendance, avec le Front uni de libération kanak (FULK) de Yann Céléné Uregeï. Ses positions sont assez radicales, appelant à l'émancipation par la lutte et en reprenant des thèses marxistes avec la mise en place après l'indépendance d'un système d'économie collectiviste. 
S'il se refuse à reprendre le système traditionnel des autres partis politiques, et ne se dote ainsi ni d'un président, ni d'un secrétaire général, ses leaders sont alors Nidoïsh Naisseline qui fut le fondateur des « Foulards rouges », et Élie Poigoune notamment. 
Le Palika est bientôt rejoint dans le camp indépendantiste par d'autres partis plus modérés, dont le principal reste l'Union calédonienne, parti traditionnellement au pouvoir depuis les années 1950 en Nouvelle-Calédonie et qui a finalement opté pour la défense de l'indépendance à son congrès de Bourail de 1977 sous l'impulsion de son nouveau leader Jean-Marie Tjibaou, à quoi il faut rajouter le FULK (lui aussi assez radical), le Parti socialiste calédonien (PSC) et l'Union progressiste en Mélanésie (UPM) d'André Gopoea. Ces différents mouvements s'allient le 4 juin 1979 en vue des élections territoriales au sein du Front indépendantiste. 
Le parti connaît sa première crise interne à l'occasion des élections présidentielles puis législatives de 1981. Le Front indépendantiste prend alors parti pour François Mitterrand et se rapproche du Parti socialiste,  Rock Pidjot, de l'Union calédonienne, étant élu député sous cette étiquette nationale. La majorité du Palika désapprouve alors ce rapprochement et appelle à rester fidèle aux idées marxistes et surtout à la stratégie d'abstention aux élections nationales des origines, tandis qu'une tendance modérée, dite « tendance Amoa » menée par Nidoïsh Naisseline, accepte la situation en appelant à voter pour Georges Marchais du PCF. Cela aboutit à une scission le 8 avril 1981, l'aile modérée suit Nidoïsh Naisseline qui fonde le parti Libération kanak socialiste (LKS) qui reste au sein du Front indépendantiste jusqu'en 1984 (le LKS refusera alors le boycott des élections territoriales et donc de faire partie du FLNKS). Le Palika pour sa part sort du Front indépendantiste. Mais, lorsque ce dernier se dissout le 24 septembre 1984 pour former le FLNKS qui adopte une nouvelle stratégie de boycott des institutions et des élections, le Palika rejoint cette nouvelle coalition (alors que le LKS la quitte). Il constitue alors la ligne la plus à gauche et la plus radicale au sein du camp indépendantiste durant les évènements de 1984 à 1988 et est une des principales forces des Comités de Lutte de la Grande Terre qui réunissent les éléments actifs indépendantistes, alors que sur le plan politique la principale force du FLNKS reste l'Union calédonienne.

### Un parti de plus en plus modéré et la division du camp indépendantiste
Malgré ses positions radicales, le Palika participe avec les autres composantes du FLNKS à la signature des accords de Matignon le 26 juin 1988. Le 4 mai 1989, Jean-Marie Tjibaou est assassiné et Paul Néaoutyine, du Palika, est élu pour lui succéder à la présidence du FLNKS le 24 mars 1990. Il le restera jusqu'au 9 décembre 1995. 
Dans ce contexte de préparation du référendum de 1998 prévu par les accords de Matignon et qui doit décider si oui ou non la Nouvelle-Calédonie deviendra indépendante, et alors que le nouveau découpage institutionnel permet l'arrivée d'indépendantistes à des postes de gestion (notamment dans la Province Nord et celle des îles Loyauté), l'ensemble des indépendantistes adoptent une ligne plus modérée favorisant une plus grande concertation avec les anti-indépendantistes, tout en s'opposant toujours fermement à eux. Le Palika reste alors toutefois la composante la plus à gauche du parti et ne considère les accords de Matignon que comme une étape vers l'indépendance de la Nouvelle-Calédonie qui, à terme, doit obligatoirement se faire, quels qu'en soient les moyens.  
Mais c'est surtout une opposition croissante entre l'Union calédonienne et le Palika qui voit bientôt le jour. En effet, la première reste toujours la principale force politique au sein du FLNKS et contrôle la présidence des deux provinces indépendantistes (Léopold Jorédié dans le Nord et Richard Kaloï dans les Îles Loyauté). Le Palika, soutenu généralement par les autres petites formations du FLNKS (UPM, le tout nouveau RDO fondé en 1994 notamment), commence à contester la suprématie de l'UC sur le camp indépendantiste. De plus, le choix de l'Union calédonienne de défendre une indépendance créant un « État associé » avec la France lors de son congrès du 12 novembre 1995 déplaît au Palika. C'est ainsi qu'aux élections provinciales de juillet 1995 des listes Union nationale pour l'indépendance (UNI), menées respectivement par Raphaël Mapou et Paul Néaoutyine, s'opposent dans les Provinces Sud et Nord aux listes officielles FLNKS de Rock Wamytan et Léopold Jorédié. Ils obtiennent alors 5 élus sur 22 dans le Nord, mais aucun dans le Sud. Cette dissidence et opposition croissante avec l'Union calédonienne pousse Paul Néaoutyine à démissionner de la présidence du FLNKS en décembre 1995. Il est alors remplacé lors du congrès de Nouméa du 9 décembre par Rock Wamytan, de l'Union calédonienne. 
Une autre opposition apparaît au sein du FLNKS, et cela quel que soit le parti à sa tête, au sujet de la relance à partir de 1994 et 1995 des négociations avec les anti-indépendantistes et l'État Français pour éviter le « référendum guillotine » de 1998 qui, cela ne fait alors aucun doute au vu des résultats des élections provinciales, devrait rejeter massivement l'indépendance, et alors que les violences et les affrontements ethniques des « Évènements » ne sont pas si loin que cela. Deux fractures voient alors le jour : une Palika/UC concernant le type d'indépendance recherchée (maintien du projet d'« Indépendance Kanak Socialiste », ou IKS, pour le premier et Indépendance-association pour la seconde), et une autre pour ce qui est de la relance des négociations avec le RPCR. Le Palika mais aussi Rock Wamytan et une majorité des personnalités du FLNKS se mettent alors d'accord pour refuser ces dernières tant que la Société Le Nickel (SLN) n'a pas cédé ses concessions minières du Nord (dont l'ancienne mine de Tiebaghi) à la Société minière du Sud Pacifique (SMSP) gérée par la Province Nord. Toutefois, d'autres personnalités politiques indépendantistes réfutent cette position et commencent d'ores et déjà à négocier avec les anti-indépendantistes dès 1997, sans conditions préalables : il s'agit au sein du Palika du numéro 2 du parti (son porte-parole et maire de Yaté, Raphaël Mapou) et pour l'Union calédonienne du président de la Province Nord Léopold Jorédié et de celui du parti François Burck. Ceux-ci sont alors exclus de leurs mouvements respectifs ainsi que du FLNKS et fondent ensemble en 1998 la Fédération des comités de coordination indépendantistes (FCCI), présidée par Raphaël Mapou, qui prône une plus grande concertation avec le RPCR. 
Finalement, la condition minière souhaitée par le FLNKS est obtenue en février 1998 et les négociations qui devront amener à la signature de l'accord de Nouméa commencent, dirigées du côté indépendantiste par Paul Néaoutyine et Rock Wamytan. Au même moment, une inversion idéologique semble avoir lieu au sein du FLNKS : le Palika, jusque-là pôle radical indépendantiste, devient plus modéré tandis que l'Union calédonienne, sous l'impulsion de son nouveau président Bernard Lepeu, durcit sa position. C'est ainsi que le 27 avril 1997, le FLNKS mené par l'Union calédonienne décide lors de son congrès de Koné de s'abstenir pour les élections législatives, tandis que le Palika appelle au contraire à soutenir la candidature de l'homme d'affaires local et pourtant anti-indépendantiste avoué Philippe Pentecost dans la 2e circonscription face au député sortant Pierre Frogier. 
Lors des élections provinciales de 1999 qui font suite à la signature de l'accord de Nouméa, le Palika présente encore une fois deux listes dissidentes toujours appelées UNI. Celle dans le Nord remporte la victoire avec 9 élus sur 22 et Paul Néaoutyine est élu président de la Province. Dans les Îles Loyauté (où le Palika était traditionnellement peu présent depuis le départ de Nidoïsh Naisseline) c'est la liste FLNKS menée par l'UC qui l'emporte, mais avec une majorité très relative (6 élus sur 14) contre 2 pour le Palika. Si l'ensemble des élus du FLNKS forment dans un premier temps un groupe unique au Congrès de la Nouvelle-Calédonie, favorisé en cela par l'accession à la présidence de l'UC du modéré Rock Wamytan qui appelle au rassemblement en cumulant cette fonction politique avec celle de président du FLNKS, et présentent une liste commune pour l'élection du premier gouvernement issu de l'accord de Nouméa, cette entente ne dure pas. Ainsi, dès 2000, la plupart des élus de l'Union calédonienne (sept sur dix) forment un groupe distinct de celui du reste du FLNKS sous l'impulsion de Pascal Naouna et de Bernard Lepeu afin d'appeler à un respect à la lettre de l'accord dont ils adoptent une vision très radicale, alors que le Palika appelle alors davantage au dialogue avec le RPCR. En 2001, le divorce est pratiquement consommé lors de l'élection à la présidence de l'UC de Pascal Naouna et l'éviction de Rock Wamytan de celle du FLNKS.
Le Front indépendantiste n'a pas réussi depuis lors, et cela jusqu'en 2006, à trouver un terrain d'entente. Les points de dissension se multiplient :
- à partir de 2001 et jusqu'en 2007, à chaque élection d'un nouveau gouvernement, l'UNI (qui rassemble désormais autour du Palika les deux autres composantes du FLNKS, l'UPM et le RDO, et est allié jusqu'en 2004 avec les membres de l'UC restés fidèles à Rock Wamytan) et l'Union calédonienne présentent deux listes distinctes, et les deux mouvances forment aussi deux groupes différents au Congrès.
- réunion de plusieurs congrès du FLNKS ou du bureau politique, mais impossibilité à chaque fois de se mettre d'accord sur le nom d'un président pour le front indépendantiste.
- appel à l'abstention de l'UC lors des élections législatives de 2002, alors que le Palika a présenté des candidats dans les deux circonscriptions : Wassissi Konyi dans la 1re (2 439 voix et 9,8 % des suffrages, soit le 4e score au 1er tour) et Paul Néaoutyine dans la 2e (7 406 votes, soit 27,75 % au 1er tour, il se qualifie au 2e tour où il se fait battre par le sortant anti-indépendantiste du RPCR, Pierre Frogier, en réunissant tout de même 12 495 voix et réalisant un score de 44,3 % contre 55,7 %).
- boycott par l'UC du Comité des signataires du 17 juin 2003 et manifestation des militants de ce mouvement lors de la visite du président de la République Jacques Chirac en juillet suivant, alors que Paul Néaoutyine et le Palika ont participé à la réunion des signataires pour faire le point sur l'avancement de l'accord de Nouméa et maintenir le dialogue avec l'État et le RPCR, ainsi qu'aux manifestations officielles organisées pour la visite du chef de l'État sur le Territoire.
- maintien lors des provinciales de 2004 d'au moins deux listes distinctes (avec celles de l'UNI qui réunissent bien cette fois-ci l'ensemble du FLNKS hors UC) pour les indépendantistes dans les trois provinces. Paul Néaoutyine renforce sa majorité en Province Nord en obtenant presque la majorité absolue avec 11 élus sur 22 (9 Palika, 1 UPM et 1 RDO), tandis que la majorité UC dans les Îles Loyauté est réduite à 4 élus sur 14, contre 2 au Palika qui s'allie traditionnellement aux 2 membres dissidents de l'Union calédonienne qui ont formé la liste UC Renouveau. Pour la première fois, le Palika fait jeu égal avec son rival en nombre d'élus, avec 11 conseillers provinciaux (issus du Nord et des Îles Loyauté uniquement, ces divisions ayant fait perdre toute représentation aux indépendantistes dans le Sud), et 7 membres du Congrès chacun, tandis que par l'intermédiaire de l'UNI elle devient la première force indépendantiste en nombre de voix (16,36 % contre 11,86 %).
- après 2004, l'Union calédonienne vote traditionnellement avec la nouvelle équipe dirigeante de l'Avenir ensemble, ce qui n'est pas le cas du Palika.
- Paul Néaoutyine est particulièrement critiqué par l'Union calédonienne pour sa gestion en Province Nord, qu'elle juge autoritaire notamment du fait que très peu de postes exécutifs (notamment aucune vice-présidence) n'aient été confiés aux élus de ce mouvement.

### Un rapprochement suivi d'une mise à l'écart
En 2006, les indépendantistes font pourtant cause commune pour la défense du corps électoral gelé et s'opposent ainsi au corps électoral glissant voulu par les anti-indépendantistes. Le FLNKS a finalement gain de cause, la Constitution française étant révisée par un vote du Congrès de février 2007 pour y introduire la notion de corps électoral gelé (ne pourront désormais voter aux élections provinciales que ceux qui sont résidents sur le Territoire depuis au moins 1998).
En 2007 enfin, le FLNKS présente des candidatures communes (pour la première fois depuis 1981) aux élections législatives dans les deux circonscriptions : Charles Washetine du Palika dans la Première et Charles Pidjot de l'UC dans la deuxième. Ils sont tous les deux battus aux seconds tours par les candidats du Rassemblement-UMP, respectivement Gaël Yanno et Pierre Frogier. Et lors du renouvellement du Gouvernement de la Nouvelle-Calédonie, les deux groupes indépendantistes du Congrès présentent une liste commune qui tout d'abord démissionne collectivement le jour même de la formation du Premier gouvernement Martin le 6 août 2007 pour protester contre une erreur qui aurait eu lieu au cours du vote (l'une des voix indépendantistes s'étant perdue en bulletin nul car accolée à un bulletin blanc, faisant perdre un poste au sein du gouvernement au FLNKS), puis qui obtient 4 membres sur 11 au sein du deuxième gouvernement Martin le 21 août 2007, dont 2 Palika et 2 UC. 
Aux élections provinciales du 10 mai 2009, le FLNKS réussit à former une liste unitaire dans le Sud, menée par Rock Wamytan et Sylvain Pabouty comme principal représentant du Palika en son sein, en 3e position. Pourtant, une bonne partie des figures du parti dans cette province, dont surtout Louis Mapou, l'ancien fondateur historique Élie Poigoune ou encore l'ancien maire de Yaté Adolphe Digoué (qui avait été la tête de liste de l'UNI pour les précédentes provinciales de 2004), forment une candidature rivale avec des dissidents de l'UC (Marie-Claude Tjibaou, Jean-Pierre Déteix, Octave Togna, Gaston Hmeun), la section néo-calédonienne du PS de Michel Jorda, des anti-indépendantistes (Laurent Chatenay) et des membres de la société civile. Ils baptisent leur liste « Ouverture citoyenne », voulue « ni loyaliste, ni indépendantiste, mais une liste pays », pluri-ethnique ainsi que progressiste sur les questions sociales. La liste FLNKS obtient 8,82 % des suffrages et 4 élus sur 40 à l'Assemblée de la Province Sud, dont 1 du Palika (Sylvain Pabouty), et celle « Ouverture citoyenne » 4,91 % des voix mais aucun élu. Dans les deux autres provinces, ce sont toujours deux listes qui s'affrontent. Dans le Nord le Palika, toujours allié à l'UPM et au RDO derrière Paul Néaoutyine au sein de l'UNI, fait un moins bon score qu'en 2004 (30,6 % et 9 élus sur 22, dont 8 Palika et 1 UPM) du fait de l'amélioration de celui de la liste UC du maire de Canala Gilbert Tyuienon (29,63 % et 8 sièges, soit autant que le Palika seul) et de la percée du nouveau Parti travailliste (bras politique de l'USTKE) de Rock Doui (11,97 %, 3 élus). Dans les Îles Loyauté, Danielle Guanéré, désignée pour mener le parti lors de ces élections, décide de s'allier avec l'UC Renouveau de Jacques Lalié et le FDIL de Cono Hamu, et de laisser la tête de la liste (baptisée également UNI) à Lalié. Ils obtiennent le deuxième meilleur score, avec 24,66 % des suffrages, mais seulement 4 élus sur 14 (dont 2 Palika, 1 UC Renouveau et 1 FDIL, soit deux de moins que le total des sièges que ces différents partis avaient obtenu en faisant campagne chacun de leur côté en 2004), sans réussir à enlever la province à l'UC de Néko Hnepeune qui renforce en outre sa majorité (33,71 % et 6 élus). Au Congrès, le Palika monte à 8 représentants mais l'UC en a désormais 9. 
Directement après l'élection, la volonté d'unité affichée durant la campagne est oubliée et les divisions réapparaissent. Allant à l'encontre d'un accord pré-électoral passé entre les différentes composantes du FLNKS (selon lequel les candidats des listes arrivées en tête devaient être les seuls candidats du front pour prendre la tête des exécutifs provinciaux) et fort de son bon résultat qu'il interprète comme une « aspiration au changement », l'UC Gilbert Tyuienon, soutenu par la direction de son parti, décide de porter sa candidature à la présidence de l'Assemblée de la Province Nord contre Paul Néaoutyine. Le rôle d'arbitre est ainsi donné aux trois élus du Parti travailliste et aux deux anti-indépendantistes. Les premiers décident finalement de voter blanc et Paul Néaoutyine est reconduit à la majorité relative au troisième tour de scrutin, par 10 voix (un des deux élus anti-indépendantistes a voté pour lui) contre 9 et 4 bulletins blancs. Mais lors du choix des trois vice-présidents, les travaillistes soutiennent cette fois les candidats de l'UC qui obtiennent la 1re (Gilbert Tyuienon) et la 3e vice-présidence (Cézelin Tchoeaoua), ne laissant que la seconde au Palika Jean-Pierre Djaïwé. De plus, de par l'alliance exclusive aux Îles Loyauté entre les 6 UC de Néko Hnepeune et les 2 LKS de Nidoïsh Naisseline, le Palika est rejeté dans l'opposition et perd donc la vice-présidence de l'assemblée qu'il détenait dans l'assemblée sortante, alors que, encore une fois avant l'élection, les membres du Front indépendantiste avaient décidé que « pour renforcer la démarche unitaire au Congrès et au gouvernement, il est demandé à la liste qui aura à présider la province de partager l'exécutif et les présidences des commissions avec l'autre liste du Front ». 
Estimant que « dans ces conditions-là [...] le mot d'ordre du FLNKS a été piétiné », le Palika, après avoir soutenu des candidatures communes à la présidence du Congrès (Rock Wamytan) et pour la désignation du bureau de cette assemblée, a décidé le 28 mai 2009 de constituer un groupe UNI de 8 membres (7 Palika sur 8 et 1 UC Renouveau) tandis que l'UC ainsi que les membres de la liste unitaire du Sud (dont Sylvain Pabouty) en créent un autre, baptisé « FLNKS », de 11 membres (9 UC, 1 RDO et 1 Palika). Ils présentent de même deux listes concurrentes pour l'élection du gouvernement le 5 juin suivant : le Palika obtient 1 siège sur 11 pour Déwé Gorodey qui perd la vice-présidence de l'institution, qu'elle détenait depuis 2001, au profit de l'UC Pierre Ngaiohni. Le parti de Paul Néaoutyine a donc perdu la place dominante qu'il détenait depuis 2004 au sein de la famille indépendantiste, et cette situation se renforce par la suite. En effet, le scrutin du 10 mai 2009 dans les Îles Loyauté est annulé par le Conseil d'État le 16 octobre 2009, et une nouvelle élection est organisée le 6 décembre suivant. Le Palika décide cette fois de partir seul sous la conduite de Charles Washetine, poussant ses deux alliés de mai (l'UC Renouveau et le FDIL) à rompre avec lui et à former la liste « Union pour le Renouveau » (UNR) tirée par Jacques Lalié avec le soutien de la section Palika d'Ouvéa. Finalement, la liste Washetine n'arrive qu'en cinquième position sur six avec 1 216 voix (8,65 % des suffrages exprimés) et n'obtient aucun élu. Il reste toutefois un membre Palika à l'Assemblée de la Province en la personne d'Éliane Waitronyie Caihé, no 2 sur la liste UNR. Il n'a toutefois plus d'élu au Congrès venant des Îles Loyauté et Jacques Lalié a rejoint le groupe FLNKS. Ainsi, le groupe UNI n'est plus, à partir de cette date, constitué que de 6 membres (soit le minimum pour pouvoir constituer un groupe politique), tous membres du Palika et élus de la Province Nord, contre 12 pour celui du FLNKS. 
Paul Néaoutyine et son mouvement critiquent par la suite le rapprochement effectué entre l'UC et le Parti travailliste, au motif que celui-ci s'est opposé à toutes les listes du Front aux précédentes provinciales et s'est toujours opposé à l'accord de Nouméa. Lors du renouvellement du bureau du Congrès de juillet 2010, les 6 élus Palika votent blancs pour l'élection à la présidence et ne soutiennent donc pas la candidate UC Caroline Machoro qui a obtenu pour sa part les 4 votes du Parti travailiste et l'unique voix du LKS. Et des listes distinctes sont présentées pour la désignation des autres membres du bureau (UNI d'une part, FLNKS tendance UC alliée aux travaillistes d'autre part). Au congrès du FLNKS de Dumbéa en décembre 2010, l'UC obtient que le poste de porte-parole soit retiré à Victor Tutugoro (UPM et chef du groupe UNI à l'Assemblée de la Province Nord, l'un des principaux alliés de Paul Néaoutyine), qui l'occupait depuis 2001, au profit d'une animation du bureau tournante tous les trois mois entre les quatre composantes qui choisira alors à chaque fois son propre porte-parole au sein des autres mouvements. Par la suite, le Palika s'oppose à la décision prise par l'UC de faire chuter, par la démission collective des membres de la liste présentée en juin 2009, le gouvernement Gomès le 17 février 2011. Lors des élections successives des nouveaux exécutifs les 3, 17 mars, 1er avril et 10 juin 2011, le Palika présente à nouveau sa propre liste UNI menée par Déwé Gorodey qui est à chaque fois la seule élue, et obtient de plus le vote de Nidoïsh Naisseline du LKS lors des premières, troisièmes et quatrièmes élections. Le parti est de plus absent (comme Naisseline, les 10 non-indépendantistes de Calédonie ensemble et 2 non inscrites alliées à ce dernier) lors de la séance du 1er avril 2011 après-midi, organisée pour élire Rock Wamytan (FLNKS-UC) à la présidence du Congrès avec le soutien du Parti travailliste mais aussi des loyalistes du Rassemblement-UMP et de l'Avenir ensemble.
En Province Nord en revanche, le Palika et Paul Néaoutyine renforcent leur contrôle de l'institution grâce au ralliement d'un élu UC en désaccord avec la direction de son parti, Pascal Naouna. Le remplacement de Gilbert Tyuienon (entré au gouvernement) à la 1re vice-présidence de l'Assemblée puis l'annulation par le Conseil d'État de l'élection de son successeur en juillet 2011 permet aux partisans de Paul Néaoutyine d'occuper à nouveau les trois vice-présidences (et non plus une seule, comme cela était le cas de 2009 à 2011) : Jean-Pierre Djaïwé à la première, Victor Tutugoro de l'UPM à la deuxième et Pascal Naouna à la troisième. 
Pour les élections sénatoriales du 25 septembre 2011, le Palika annonce le 2 septembre qu'il ne compte pas participer à une candidature commune du FLNKS et ainsi qu'il souhaite faire cavalier seul. Il ne présente toutefois qu'un candidat pour deux sièges à pourvoir, officiellement investi le 6 septembre : il s'agit de l'ancien maire de Yaté Adolphe Digoué, avec pour suppléant le maire de Koné Joseph Goromido. Il obtient 77 voix de grands électeurs (15,37 % des suffrages exprimés, 5e score sur 10 candidats, et 3e des indépendantistes derrière les deux officiels du FLNKS) au premier tour, et 80 (15,97 %, 5e résultat sur 7 et toujours le 3e parmi les indépendantistes) au second, et n'est donc pas élu.
Le Palika a signé une convention avec le Parti socialiste métropolitain pour organiser en Nouvelle-Calédonie les « primaires citoyennes » visant à désigner le candidat PS-PRG pour l'élection présidentielle de 2012, et soutient par la suite François Hollande. Et, si les divisions internes du FLNKS ne parviennent pas à être réglées, ses composantes réussissent à se mettre d'accord le 11 mai 2012 sur des candidatures unitaires pour les élections législatives du 10 juin suivant : le Palika obtient ainsi que Jean-Pierre Djaïwé soit présenté dans la 2e circonscription (avec pour suppléante Caroline Machoro de l'UC) et qu'un autre proche de Paul Néaoutyine, Louis Mapou, soit le suppléant dans la 1re (au côté de l'ancien président UC de l'Assemblée de la Province des îles Loyauté, Robert Xowie).

## La direction
Le Palika n'a techniquement pas de président, mais est dirigé par un bureau politique de 10 membres (dont 3 représentant le parti au sein du bureau politique du FLNKS) élu en Congrès et qui désigne en son sein un porte-parole. Toutefois, et cela depuis les années 1980, Paul Néaoutyine est considéré comme le chef pratiquement incontesté du parti, bien qu'il n'ait obtenu une fonction exécutive (celle de porte-parole) que de 2009 à 2014. Son prédécesseur à cette fonction fut pendant longtemps, de 1998 à 2009, Charles Washetine (devenu porte-parole adjoint puis co-porte-parole). Avant lui, il s'agissait de Raphaël Mapou depuis 1989. Adolphe Digoué et Charles Washetine partagent la fonction de porte-parole depuis 2014, rejoints depuis 2018 par Jean-Pierre Djaïwé.
Depuis 2018, le bureau politique est ainsi constitué :
- Porte-parole : Adolphe Digoué, Jean-Pierre Djaïwé et Charles Washetine
- Représentants au bureau politique du FLNKS : Patrick Jomessy et Wassissi Konyi
- Membres : Louis Mapou, Valentine Eurisouké, Rolande Trolue, Serge Monefara, Jean-Mathias Djaïwé, Ludovic Thoubene, Jean-Paul Helloa, Astrid Gopoea, Judicaël Selefen, Fabrice Poinide, Océane Trolue, Muneningo Poigoune.

## Élus

### Parlementaires
En 2002, le Palika a présenté pour la première fois de son histoire des candidats pour les élections législatives : Wassissi Konyi dans la 1re (qui n'a pas passé le premier tour) et Paul Néaoutyine dans la 2e (battu au second tour par le député sortant Pierre Frogier). En 2007, les indépendantistes ont présenté des candidats communs et Charles Washetine, issu du Palika, s'est qualifié pour le second tour dans la 1re circonscription mais est alors largement battu par Gaël Yanno du Rassemblement-UMP (69,2 % contre 30,8 %). En 2012, de nouvelles candidatures unitaires sont déposées, avec pour le Palika la désignation de Jean-Pierre Djaïwé pour représenter le FLNKS dans la 2e circonscription.

### Gouvernement
Durant la première mandature du Congrès issu de l'accord de Nouméa, de 1999 à 2004, le Palika ne disposait que d'un seul membre sur les 11 du Gouvernement Lèques et du 1er Gouvernement Frogier (1999-2002) puis sur les 10 du 2e Gouvernement Frogier (2002-2004), en la personne de Déwé Gorodey. Elle est chargée pendant toute cette période des secteurs de la Culture, de la Jeunesse et des Sports, et est vice-présidente de l'exécutif à partir de 2001. 
Le Palika disposait de 2004 à 2009 de deux membres sur 11 qui ont gardé pratiquement les mêmes responsabilités au sein du deuxième gouvernement Thémereau puis du deuxième gouvernement Martin, à savoir:
- Déwé Gorodey : vice-présidente du Gouvernement (depuis 2001, et membre du gouvernement sans discontinuer depuis 1999) chargée des secteurs de la Culture, de la Condition féminine et de la Citoyenneté, également chargée depuis 2007 des Affaires coutumières et des Relations avec le Sénat coutumier
- Charles Washetine : membre du Gouvernement, chargé du secteur de l'enseignement et des Questions relatives à la recherche

Toutefois, cette représentation s'est réduite à Déwé Gorodey uniquement au sein du Gouvernement Gomès et des 3e, 4e, 5e et 6e gouvernements de Harold Martin, élus respectivement le 5 juin 2009 et les 3, 17 mars, 1er avril et 10 juin 2011. Elle reste chargée des secteurs de la Culture, de la Condition féminine et de la Citoyenneté, mais a perdu la vice-présidence au profit de l'UC Pierre Ngaiohni.

### Congrès
Le groupe UNI-FLNKS disposait à la suite des élections provinciales de 2004 de 8 membres (7 venant de Province Nord et 1 des Îles Loyauté) sur 54, à quoi s'est ajouté rapidement l'unique élu de l'UC Renouveau. Au sein des 9 membres du groupe UNI, on comptait 7 issus du Palika, 1 du RDO et 1 de l'UC Renouveau (qui n'est pas à comptabiliser comme un élu FLNKS à part entière, l'UC Renouveau n'étant pas reconnu comme une composante du front). Il est présidé par Jean-Pierre Djaïwé, qui est par ailleurs 1er vice-président de la Province Nord, 2e vice-président du Congrès, membre de la Commission permanente, président de la Commission interne de la Législation et de la Réglementation économiques et Fiscale et coprésident de celle de la Législation et de la Réglementation relatives aux Affaires coutumières avec l'UC Pascal Naouna. 
Au sein du bureau, le Palika disposait à la fin de la mandature 2004-2009 de deux vice-présidences : Jean-Pierre Djaïwé donc pour la 2e et Valentine Eurisouké pour la 8e et dernière. Le Palika n'a qu'un seul membre au sein de la commission permanente (l'autre poste au sein de cette commission dévolu à l'UNI-FLNKS est occupé par l'élu UC Renouveau), préside une seule commission interne et en co-préside une autre. Jean-Pierre Djaïwé, qui cumule pratiquement tous les postes de gestion dévolus au Palika au sein du Congrès, est généralement considéré comme le no 3 du parti derrière Paul Néaoutyine et Charles Washetine. 
À la suite des élections provinciales de 2009, le Palika dispose toujours de 8 membres sur 54 (6 venant de Province Nord, 1 élu sur la liste unitaire FLNKS de Province Sud et 1 des Îles Loyauté, ramené à 7 après les élections partielles dans cette dernière province du 6 décembre 2009). Seulement 6 d'entre eux constituent le groupe UNI, présidé par Jean-Pierre Djaïwé.

### Provinces

#### Province Sud
Le Palika, comme toutes les autres formations indépendantistes, n'a pas d'élu en Province Sud entre 2004 et 2009, sa liste, menée par Adolphe Digoué, ne réussissant pas  à atteindre la barre des 5 % des inscrits aux élections de 2004 même si, avec 2 530 et 4,6 % des suffrages, elle était la mieux placée de toutes les listes indépendantistes. Ses figures dominantes dans la province sont Adolphe Digoué, ancien maire de Yaté, ou Sylvain Pabouty, mais le Palika n'a jamais été très implanté dans cette province. 
Le Palika retrouve une représentention aux élections provinciales de 2009 en la personne de Sylvain Pabouty, élu sur la liste FLNKS unitaire emmené par l'UC Rock Wamytan qui a recueilli en tout 8,82 % et 4 sièges à l'Assemblée de Province. Il ne suit toutefois plus les directives de la direction de son parti depuis cette date, et est solidaire du groupe FLNKS présidé par Rock Wamytan et dominé par l'UC. Il fait dissidence avec d'autres anciens militants du Palika dans cette province pour créer un nouveau parti, appelé Dynamik unitaire Sud (DUS), le 5 novembre 2011.

#### Province Nord
La liste UNI-FLNKS, menée par Paul Néaoutyine, remporte la Province en 1999 avec 8 sièges sur 22, tous Palika. Il est réélu lors des élections de 2004 avec 37,51 % des suffrages et 11 sièges sur 22, dont 9 pour le Palika, 1 pour l'UPM et 1 pour le RDO. Paul Néaoutyine exerce à nouveau la présidence, et deux vice-présidences sur trois de 2004 à 2009 (la 1re et la 3e) sont occupées par des élus du parti, la seconde ayant été donnée à Victor Tutugoro de l'UPM. 
Aux élections provinciales du 10 mai 2009, la majorité sortante retombe à 9 élus sur 22, dont 8 Palika et 1 UPM (après le départ de Déwé Gorodey pour le gouvernement en juin 2009, cette répartition est modifiée : 7 Palika, 1 UPM et 1 RDO). Paul Néaoutyine reste président, en étant élu à la majorité relative au 3e tour de scrutin grâce au vote blanc des 3 membres du Parti travailliste qui ont choisi de ne pas soutenir le candidat de l'UC Gilbert Tyuienon et au renfort d'une des deux voix anti-indépendantistes. Le Palika ne dispose toutefois plus que d'une seule vice-présidence sur trois, la deuxième, avec Jean-Pierre Djaïwé, les deux autres revenant à des UC. La situation change en 2011, avec l'entrée de Gilbert Tyuienon au gouvernement puis l'invalidation de l'élection de son premier successeur, l'UC Cézelin Tchoeaoua, par le Conseil d'État. Grâce à la voix du nouveau 3e vice-président, Pascal Naouna, lui aussi membre de l'UC mais en désaccord avec la direction de son parti, Jean-Pierre Djaïwé retrouve la 1re vice-présidence de l'Assemblée et Victor Tutugoro la 2e vice-présidence le 10 août 2011.

#### Province des îles Loyauté
Le Palika a une base relative restreinte aux Îles Loyauté, véritable fief de l'Union calédonienne, et s'est positionné en 1999, 2000 et 2004 comme la troisième force politique des Loyauté derrière l'Union calédonienne et le RPCR (futur Rassemblement-UMP) en n'obtenant qu'environ 2 000 voix et 2 sièges. Les élections provinciales du 10 mai 2009 ont vu la candidate du Palika Danielle Guaenere s'allier avec deux mouvements étroitement liées au FLNKS mais n'en faisant pas officiellement partie, l'UC Renouveau de Jacques Lalié (dissident de l'UC depuis 2004 et seule composante anti-indépendantiste de l'assemblée sortante à être resté dans l'opposition à Néko Hnepeune) et la FDIL de l'ex-FCCI Cono Hamu, qui s'était pourtant rallié à l'UC par une coutume en 2007. Cette alliance semble déstabiliser la base électorale du Palika, d'autant que la tête de liste est confiée à Jacques Lalié et que Charles Washetine, membre du gouvernement et seule véritable figure du parti dans les Îles, n'est pas pris comme candidat. Cette alliance à trois qui partait donc avec six élus sortant n'obtient finalement que 24,66 % des suffrages et 4 sièges sur 14, dont 2 Palika (Danielle Guaenere étant la seule élue Palika loyaltienne du Congrès). De plus, de par l'alliance exclusive entre les 6 UC de Néko Hnepeune et les 2 LKS de Nidoïsh Naisseline, le Palika est rejeté dans l'opposition et perd donc la vice-présidence de l'assemblée qu'il détenait dans l'assemblée sortante. Mais le scrutin du 10 mai 2009 est annulé par le Conseil d'État le 16 octobre 2009, et une nouvelle élection est organisée le 6 décembre suivant. Le Palika décide cette fois de partir seul sous la conduite, comme en 2004, de Charles Washetine, même si des dissidents rallient plutôt la liste « Union pour le Renouveau » UNR rassemblant UCR et le FDIL de Cono Hamu avec de plus le soutien de la section Palika d'Ouvéa. Finalement la liste Washetine n'arrive qu'en cinquième position sur six avec 1 216 voix (8,65 % des suffrages exprimés) et n'obtient aucun élu. Il reste toutefois un membre Palika à l'Assemblée de la Province en la personne d'Éliane Waitronyie Caihé, no 2 sur la liste UNR. Il n'a toutefois plus d'élu au Congrès venant des Îles.

### Communes
À la suite des élections municipales de 2001, le Palika contrôlait huit communes :
- Houaïlou : Lionel Weiri (22 sièges sur 27).
- Koné : Joseph Goromido (23 sièges FLNKS sur 27).
- Kouaoua : Raymond Poinraoupoépoé puis Karaimiâ Mereatu (11 sièges FLNKS sur 19).
- Ouvéa : Boniface Ounou (20 sièges sur 27).
- Poindimié : Paul Néaoutyine (24 sièges FLNKS sur 27).
- Touho : Daniel Poigoune puis Alphonse Poinine (9 sièges sur 19).
- Voh : Guigui Dounehote (8 sièges sur 18).
- Yaté : Adolphe Digoué (10 sièges sur 19 en 2001), réélu en 2002 à la suite d'élections anticipées causées par l'annulation du scrutin de 2001 (9 sièges UNI sur 19, soutenu par les 6 élus de la FCCI contre l'élu UC qui avait apporté sa voix au candidat du RPCR).

Lors des élections municipales de 2008, le Palika conserve à lui seul trois communes (Houaïlou, Touho et Voh) et deux autres à travers des listes communes du FLNKS (Koné et Poindimié), perd trois postes de maire (Ouvéa pour l'UC, Yaté au profit du Comité Rhéébù Nùù et Kouaoua pour un maire dissident, tout en étant la composante principale de la coalition qui le soutient). Enfin, il gagne deux communes : une sur l'Union calédonienne (Ouégoa, jusqu'en 2011) et une dont le maire était un apolitique (Sarraméa). Enfin, à Hienghène, le poste de maire revient en 2008 au sortant de l'UC Daniel Fisdiepas avec le soutien d'une liste unitaire FLNKS, mais ce dernier démissionne en 2012 et le poste de premier magistrat revient ainsi à un membre du Palika. Il y a désormais 8 maires Palika en Nouvelle-Calédonie : 
- Hienghène (depuis 2012) : Jean-Pierre Djaïwé (20 sièges de la liste d'union FLNKS sur 23)
- Houaïlou : Valentine Eurisouké (19 sièges sur 27).
- Koné : Joseph Goromido (24 de la liste d'union FLNKS sur 27 dont 14 UNI et 10 Union calédonienne).
- Poindimié : Paul Néaoutyine (21 de la liste d'union FLNKS sur 27).
- Sarraméa : Prisca Holéro (5 de la liste d'union FLNKS sur 15, soutenue en plus par les 4 élus de la majorité apolitique sortante).
- Touho : Alphonse Poinine (8 sièges sur 19, soutenu par les 7 élus de l'UC).
- Voh : Guigui Dounehote (8 sièges sur 19, soutenu par 1 des 2 élus du Rassemblement-UMP pour l'élection au poste de maire).
- Kouaoua : la liste Palika du maire sortant Karaimiâ Mereatu est arrivée en seconde position et en première parmi les listes indépendantistes (4 sièges sur 19), mais a été élu maire William Nomai, membre lui aussi du Palika mais tête d'une liste divers indépendantiste qui n'était arrivée qu'en quatrième position et ne dispose que de trois sièges, soutenu par une coalition indépendantiste de 10 élus (les 4 Palika plus 3 UC plus les 3 de la liste de William Nomai).

Une mairie gagnée en 2008 a été perdue en 2011 :
- Ouégoa : Marcel Paimbou-Poumoine (6 sièges sur 19, soutenu par 5 élus issus de 3 listes divers contre le maire sortant Cézelin Tchoeaoua de l'UC dont la liste était pourtant arrivé en tête avec 8 sièges) a démissionné en mars 2011, et laissé sa place à Joël Carnicelli (UC, 9 sièges sur 19 maintenant, contre plus que 5 au Palika)

## Sources
1. ↑  Le Palika officiellement n'a pas de président mais est dirigé par un bureau politique qui désigne un ou plusieurs porte-parole
2. 1 2  Laurent de Boissieu, « Parti de Libération Kanak (PALIKA) », France Politique,‎ 28 novembre 2017 (lire en ligne)
3. ↑  Présentation de la liste sur le site Ouverture citoyenne, 20/04/2009
4. ↑  « L'UC présentera un candidat à la présidence du Nord », Les Nouvelles Calédoniennes, 14/05/2009
5. ↑  « Provinces, les nouveaux rouages du pouvoir », Les Nouvelles Calédoniennes, 19/05/2009
6. ↑  « Le difficile exercice de l'unité au FLNKS », Les Nouvelles Calédoniennes, 20/05/2009
7. ↑  « Le FLNKS reste divisé », Les Nouvelles Calédoniennes, 29/05/2009
8. 1 2  « « Le Palika d’Ouvéa appelle à voter… UNR », Les Nouvelles Calédoniennes, 03/12/2009 »(Archive.org • Wikiwix • Archive.is • Google • Que faire ?)
9. ↑  C. WASHETINE, « Le Parti de libération kanak répond au parti travailliste. », blog officiel du Palika
10. ↑  S. AMIOTTE, « Le FLNKS proclame son unité », Les Nouvelles Calédoniennes, 09/12/2010
11. ↑  « Le gouvernement Gomès tombe aujourd’hui », Les Nouvelles Calédoniennes, 17/02/2011
12. ↑  « La province Nord reprise en main par l’Uni », Les Nouvelles Calédoniennes, 11/08/2011